# Finzione giuridica
Per finzione giuridica si intende un artificio utilizzato in diritto affinché si possa considerare avvenuto un fatto o ritenerlo vero anche se di ciò non ve ne sia la certezza. Generalmente, alla finzione giuridica si ricorre nel caso in cui non sia possibile riscontrare l'avvenimento di un evento o la sua veridicità, oppure quando viene accertato il contrario ma per la legge la finzione deve prevalere sulla realtà avvenuta, secondo il brocardo fictio iuris idem operatur, quod veritas.
Un vasto uso della finzione giuridica venne usato nel sistema di common law inglese all'inizio dell'età moderna per ampliare i significati e le applicazioni dei writs dopo che era stata fortemente l'imitata la creazione di nuovi.
Un esempio di finzione giuridica compare all'articolo 4 del codice civile italiano che recita: «quando un effetto giuridico dipende dalla sopravvivenza di una persona a un'altra e non consta quale di esse sia morta prima, tutte si considerano morte nello stesso momento».